# Камиль д’Альбон
Камиль Элеонор д’Альбон (фр. Camille Eléonor d'Albon; 7 декабря 1657, Лион — 10 июля 1729, замок Авож, Сен-Ромен-де-Попе), известный как маркиз д’Альбон — маркиз де Сен-Форжё, принц Ивето, французский военный и государственный деятель.
Сын Гаспара д’Альбона, маркиза де Сен-Форжё, и Франсуазы Дама де Тианж.
Барон д’Авож, сеньор де Таларю, Варенн, Сен-Ромен-де-Попе, Анси, Лагранж, Персанж, Одьё, Нюэль, Сен-Лу де Дарезе, Вендри, Поншарра, Ольм, Сарсе, Ламотт, Ла Бросс и Ле Були.
Поступил на службу в 1672 пажом на большую королевскую конюшню. 6 февраля 1684 был назначен капитаном роты в кавалерийском полку Вильруа. В 1692 году получил от маршала д’Юмьера разрешение, подтвержденное в 1698 году герцогом Менским, оставить в своих владениях четыре пушки, подаренные его деду Пьеру д’Альбону Венецианской республикой в благодарность за службу.
3 января 1695 был назначен Людовиком XIV вместе с интендантом Лионне урегулировать вопросы, связанные с обложением подушной податью на землях дворян этого генералитета.

## Семья
Жена (контракт 16.09.1688): Жюли-Франсуаза де Креван (ок. 1671 — 22.11.1698), принцесса Ивето, дочь Шарля-Бонавантюра де Кревана, сеньора де Брёй, принца Ивето, и Мари д’Апельвуазен, племянница маршала д’Юмьера. Брачный контракт был подписан королём, дофином и королевской семьей. По этому браку нормандское княжество Ивето перешло в дом д’Альбон.
Дети:
- Луи д’Альбон (1691—1696)
- Жюли-Клод-Илер д’Альбон (28.07.1695, Лион — 1748), принцесса Ивето, маркиза де Сен-Форжё, баронесса д’Авож, виконтесса де Варенн. Муж (15.02.1711): Клод II д’Альбон де Галь (1698—1772), граф де Сен-Марсель-д’Юрфе